# Ruschia depressa
Ruschia depressa är en isörtsväxtart som beskrevs av L. Bol. Ruschia depressa ingår i släktet Ruschia och familjen isörtsväxter. Inga underarter finns listade i Catalogue of Life.